# Saison 2014 de l'équipe cycliste Telenet-Fidea

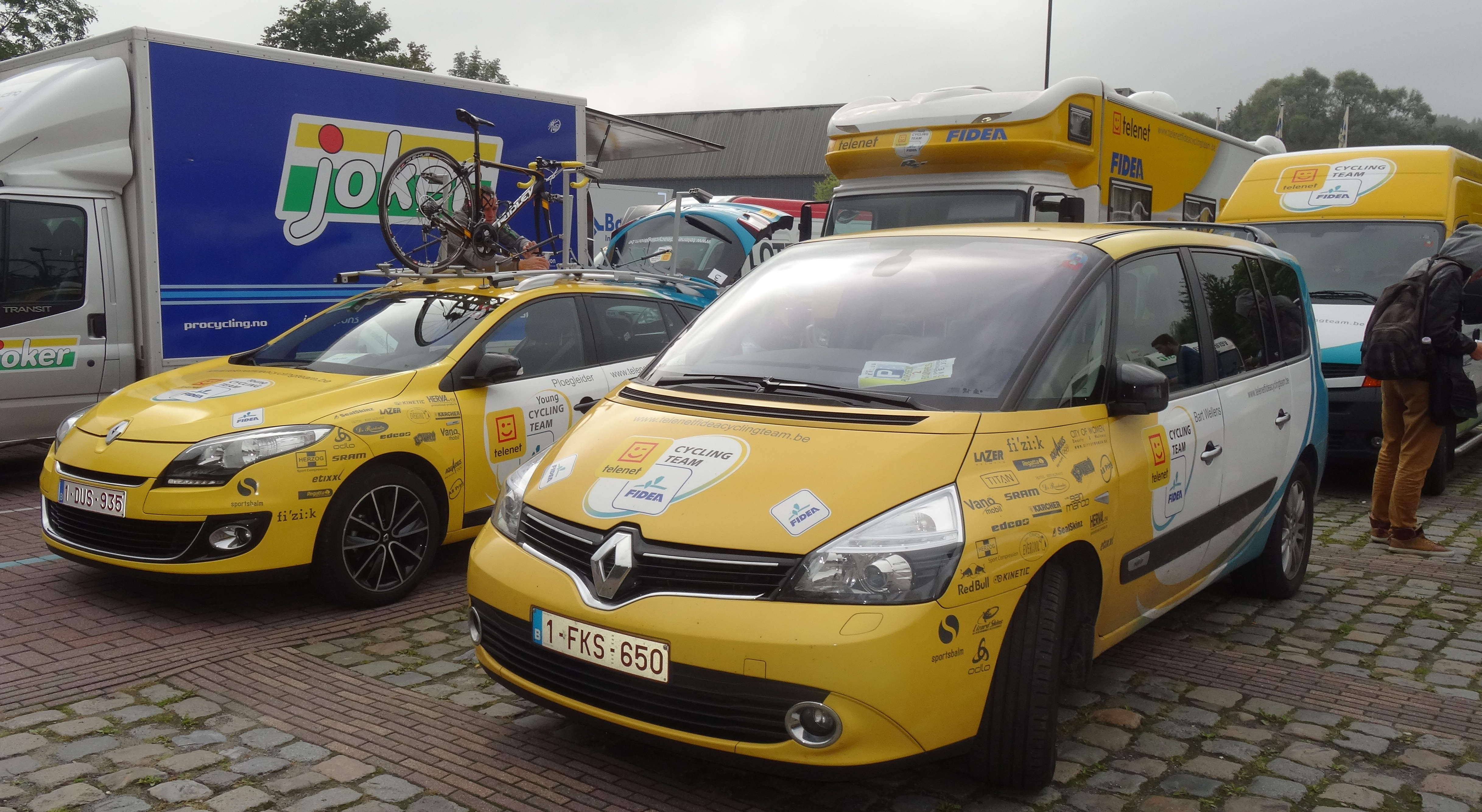
Deux véhicules lors de la Druivenkoers Overijse 2014.

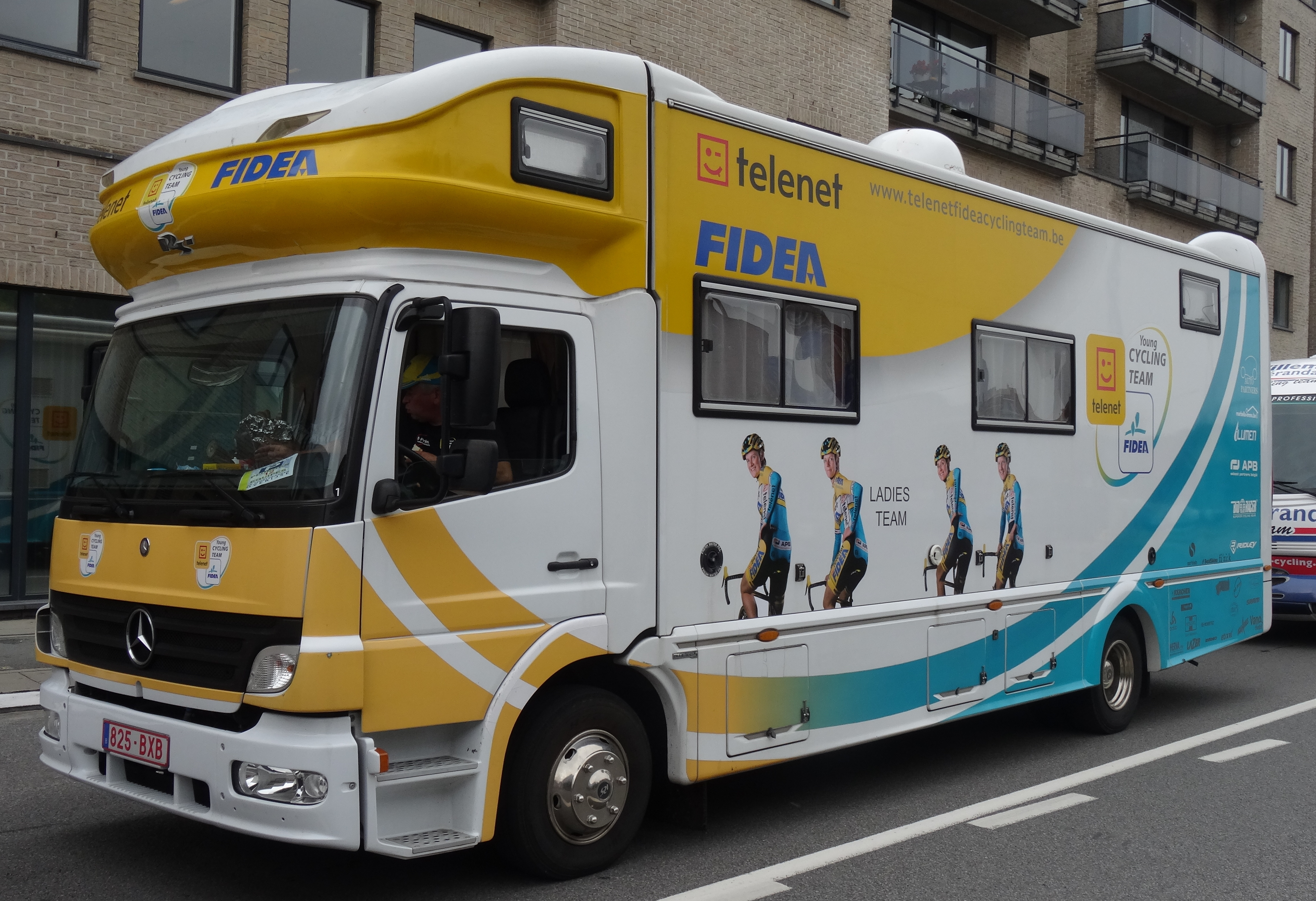
Le camion lors de la Druivenkoers Overijse 2014.

La saison 2014 de l'équipe cycliste Telenet-Fidea est la douzième de cette équipe.

## Préparation de la saison 2014

### Arrivées et départs
| Arrivées        | Équipe 2013          |
| --------------- | -------------------- |
| Toon Aerts      | Crelan-KDL           |
| Ben Boets       | Young Telenet-Fidea  |
| Nicolas Cleppe  | Young Telenet-Fidea  |
| Quinten Hermans | Young Telenet-Fidea  |
| Niels Wubben    | Rabobank Development |

| Départs         | Équipe 2014                               |
| --------------- | ----------------------------------------- |
| Arnaud Jouffroy | Retraite                                  |
| Rob Peeters     | Vastgoedservice-Golden Palace Continental |

## Coureurs et encadrement technique

### Effectif

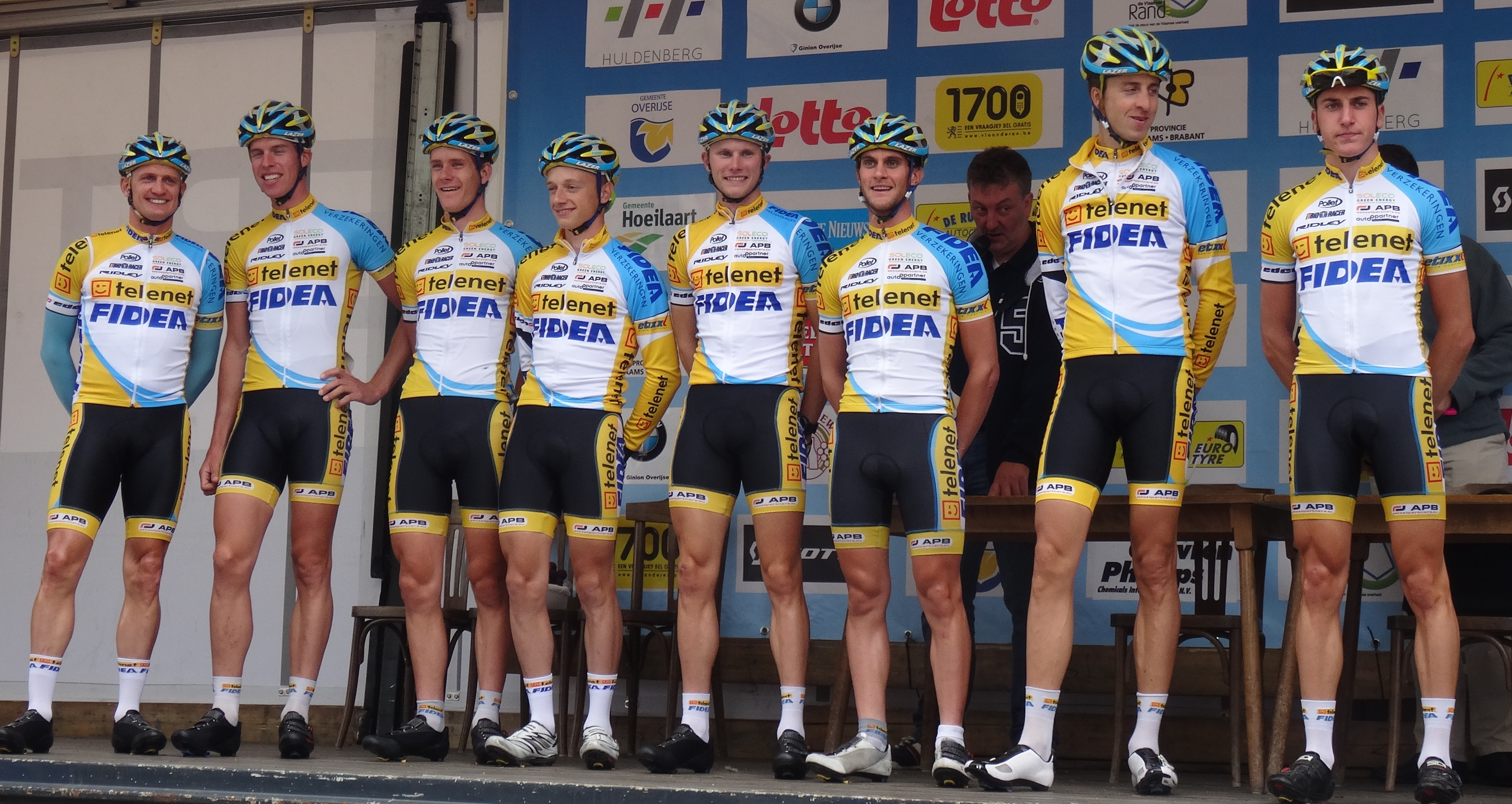
L'équipe lors de la Druivenkoers Overijse 2014.

Treize coureurs constituent l'effectif 2014 de l'équipe.
| Cycliste            | Date de naissance | Nationalité | Équipe 2013          |
| ------------------- | ----------------- | ----------- | -------------------- |
| Toon Aerts          | 19 octobre 1993   | Belgique    | Crelan-KDL           |
| Thijs Al            | 16 juin 1980      | Pays-Bas    | Telenet-Fidea        |
| Ben Boets           | 19 avril 1995     | Belgique    | Young Telenet-Fidea  |
| Nicolas Cleppe      | 12 décembre 1995  | Belgique    | Young Telenet-Fidea  |
| Quinten Hermans     | 29 juillet 1995   | Belgique    | Young Telenet-Fidea  |
| Tom Meeusen         | 7 novembre 1988   | Belgique    | Telenet-Fidea        |
| Daan Soete          | 19 décembre 1994  | Belgique    | Telenet-Fidea        |
| Wout van Aert       | 15 septembre 1994 | Belgique    | Telenet-Fidea        |
| Thijs van Amerongen | 18 juillet 1986   | Pays-Bas    | AA Drink             |
| Corné van Kessel    | 7 août 1991       | Pays-Bas    | Telenet-Fidea        |
| Jens Vandekinderen  | 30 avril 1993     | Belgique    | Telenet-Fidea        |
| Bart Wellens        | 10 août 1978      | Belgique    | Telenet-Fidea        |
| Niels Wubben        | 20 février 1988   | Pays-Bas    | Rabobank Development |

Portraits
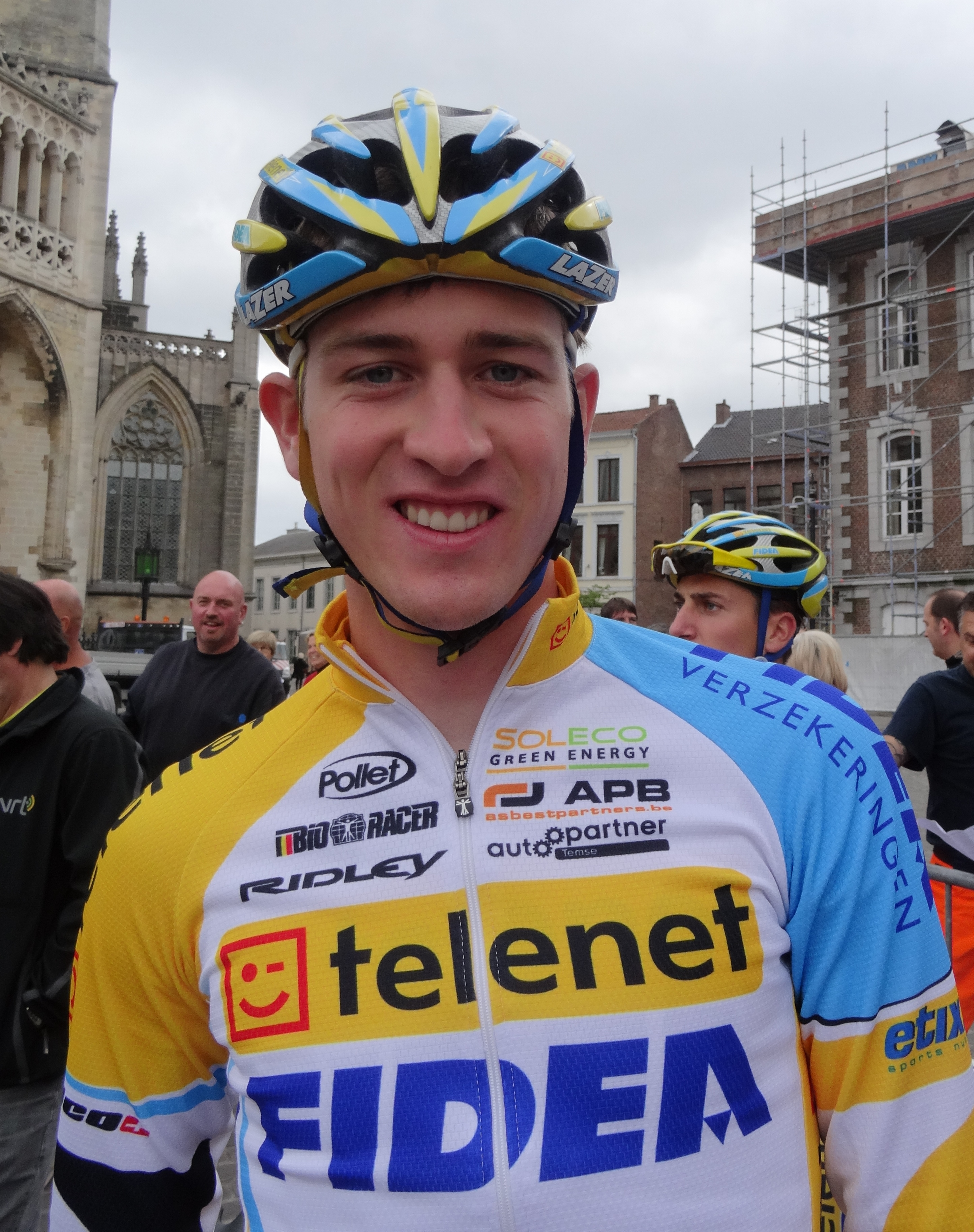
Toon Aerts.
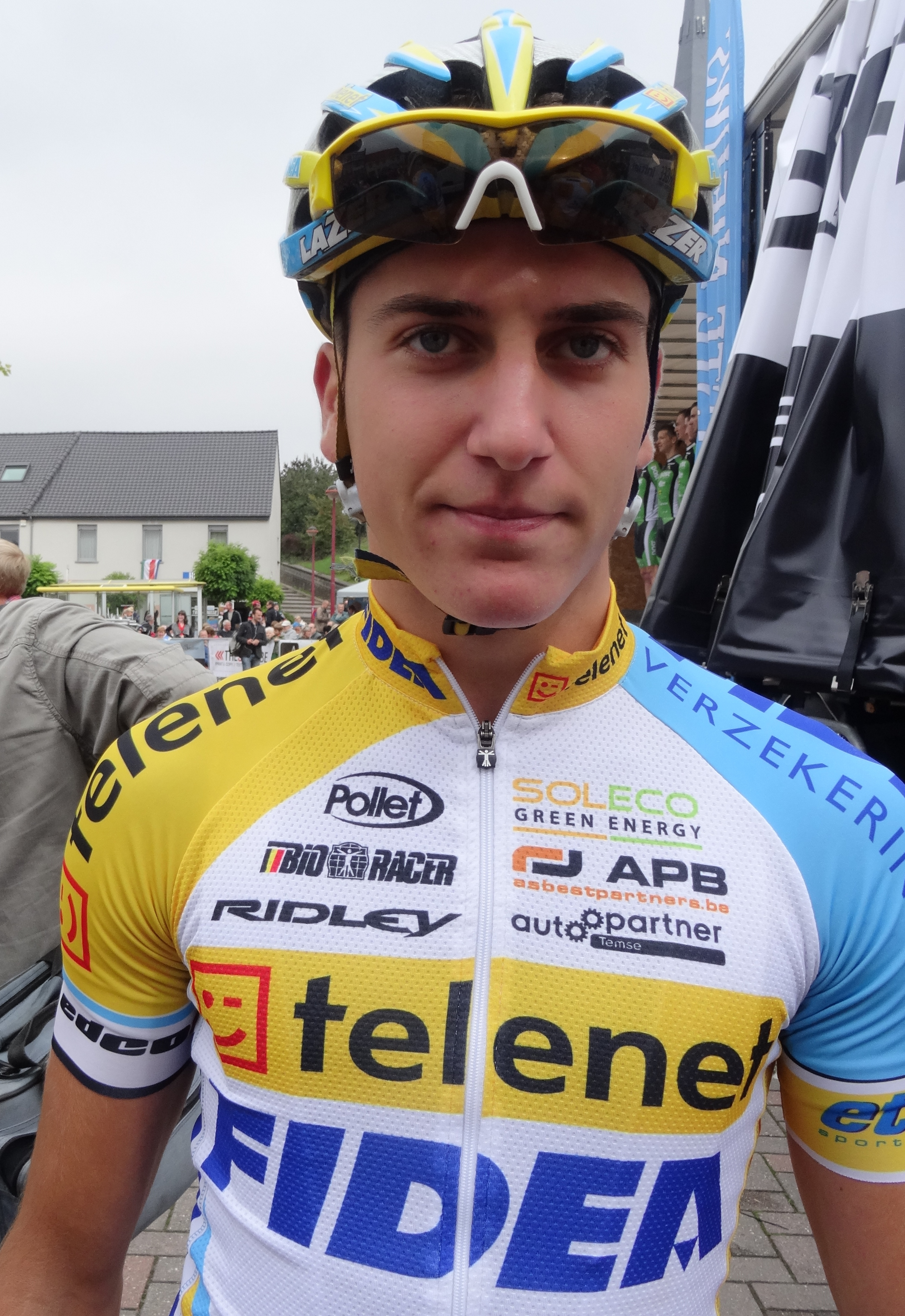
Ben Boets.
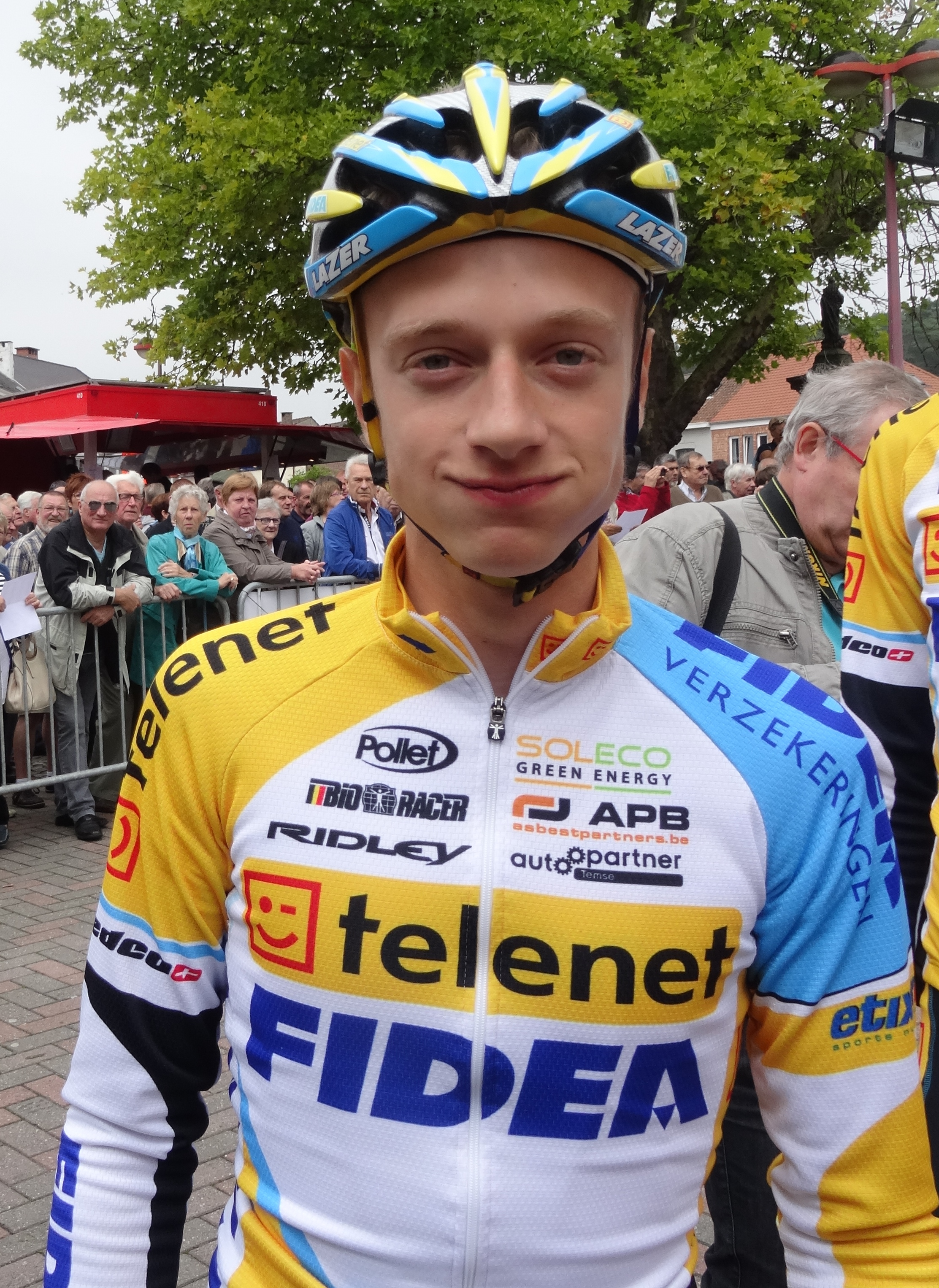
Quinten Hermans.
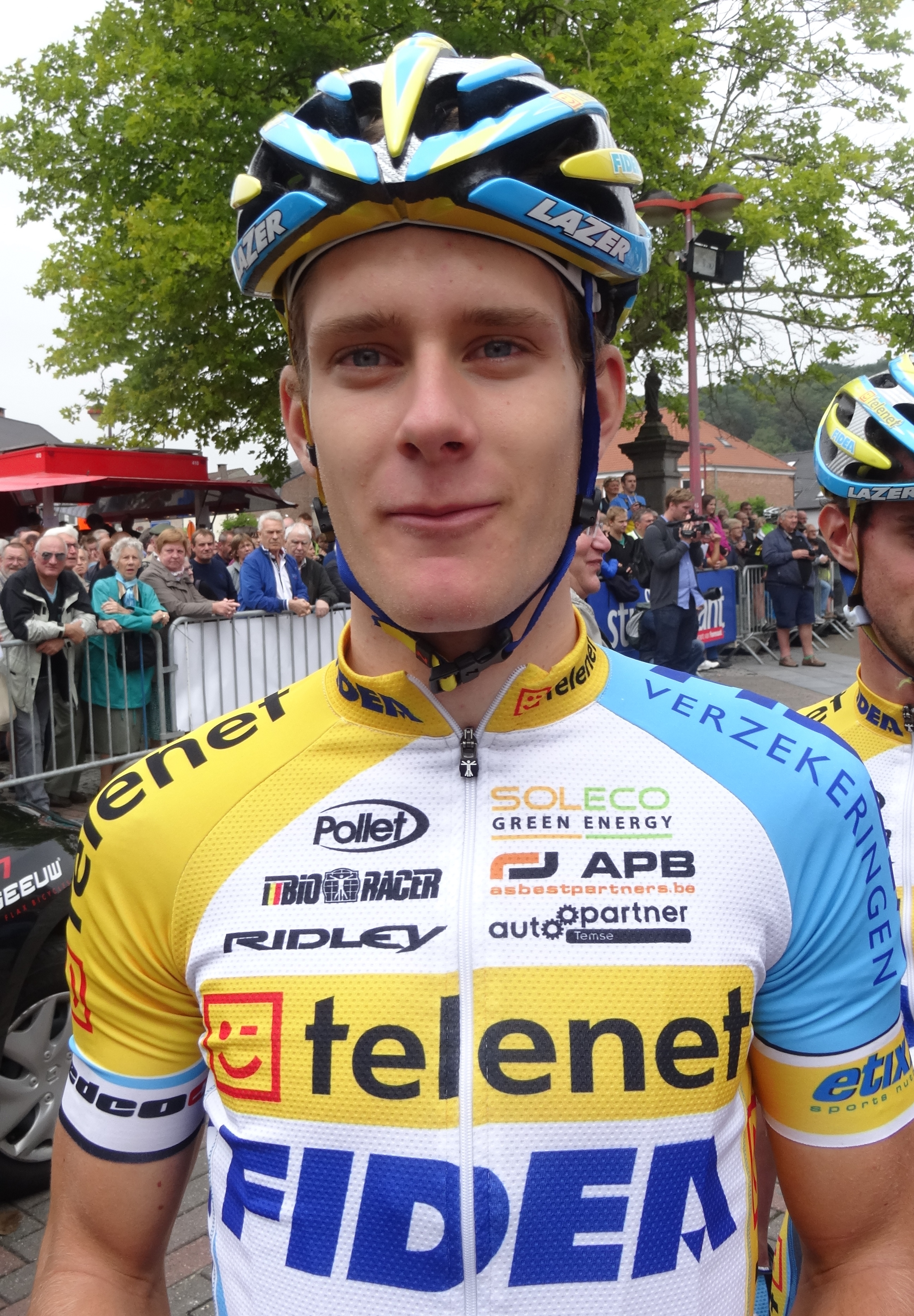
Daan Soete.
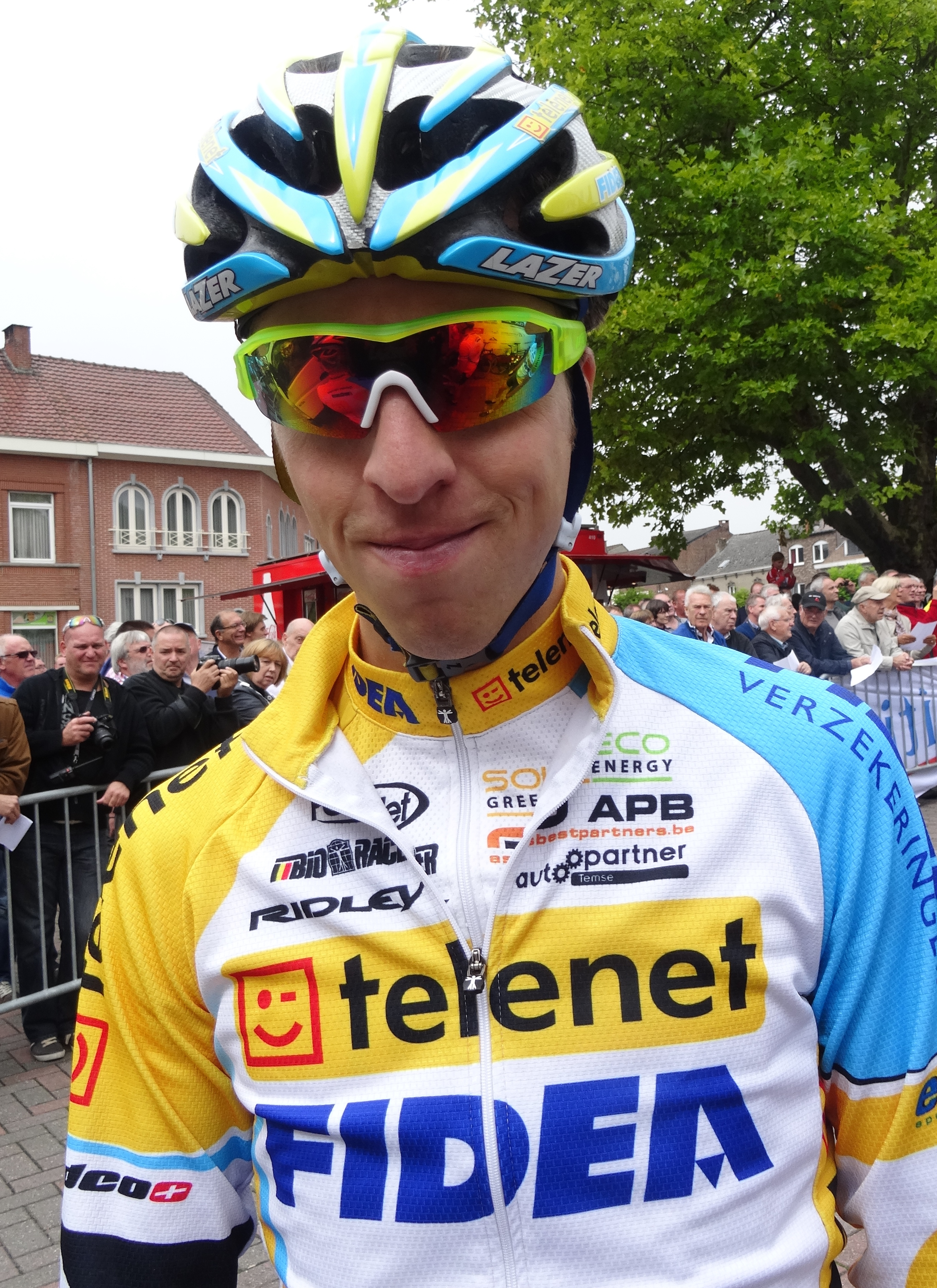
Thijs van Amerongen.
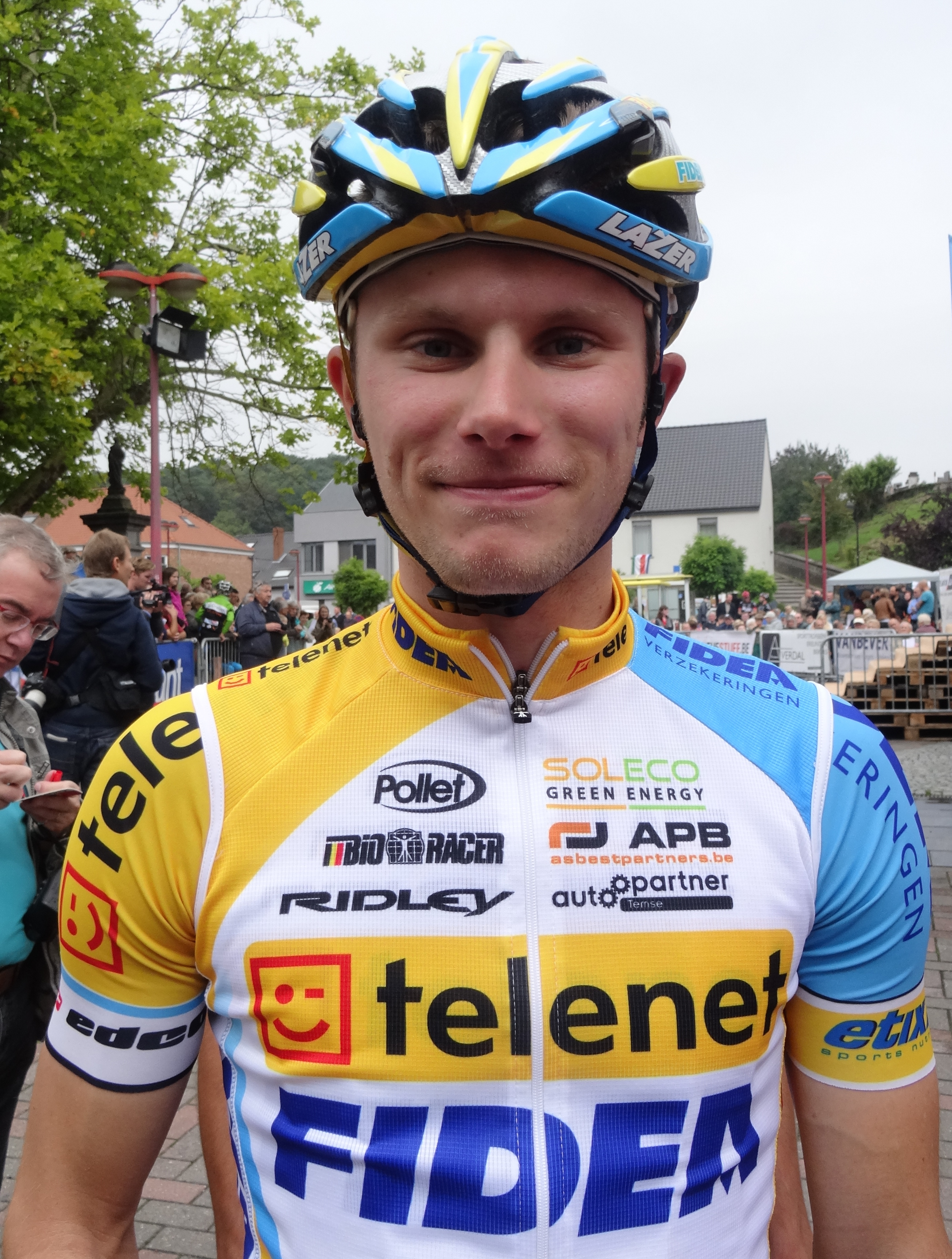
Corné van Kessel.
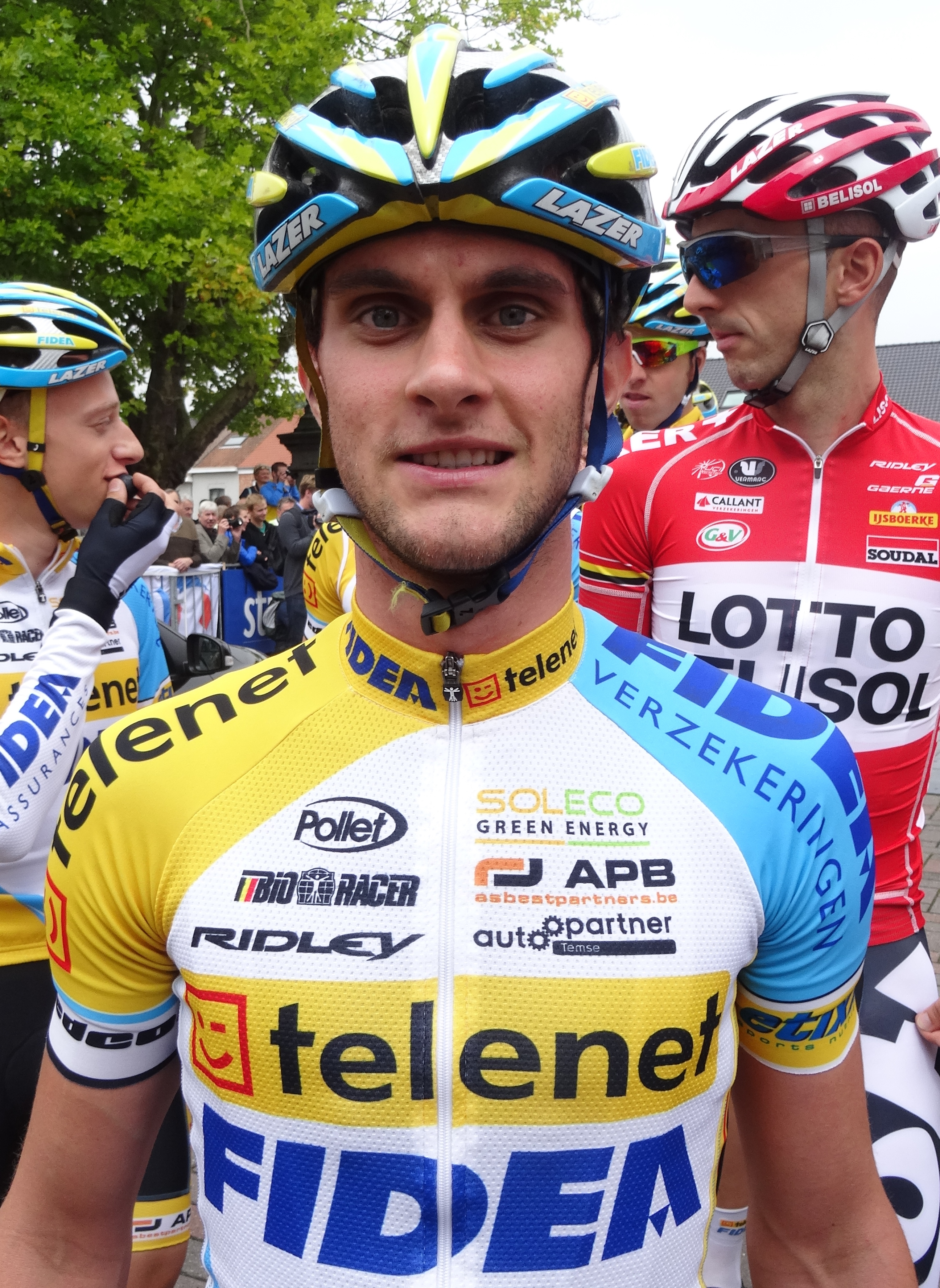
Jens Vandekinderen.
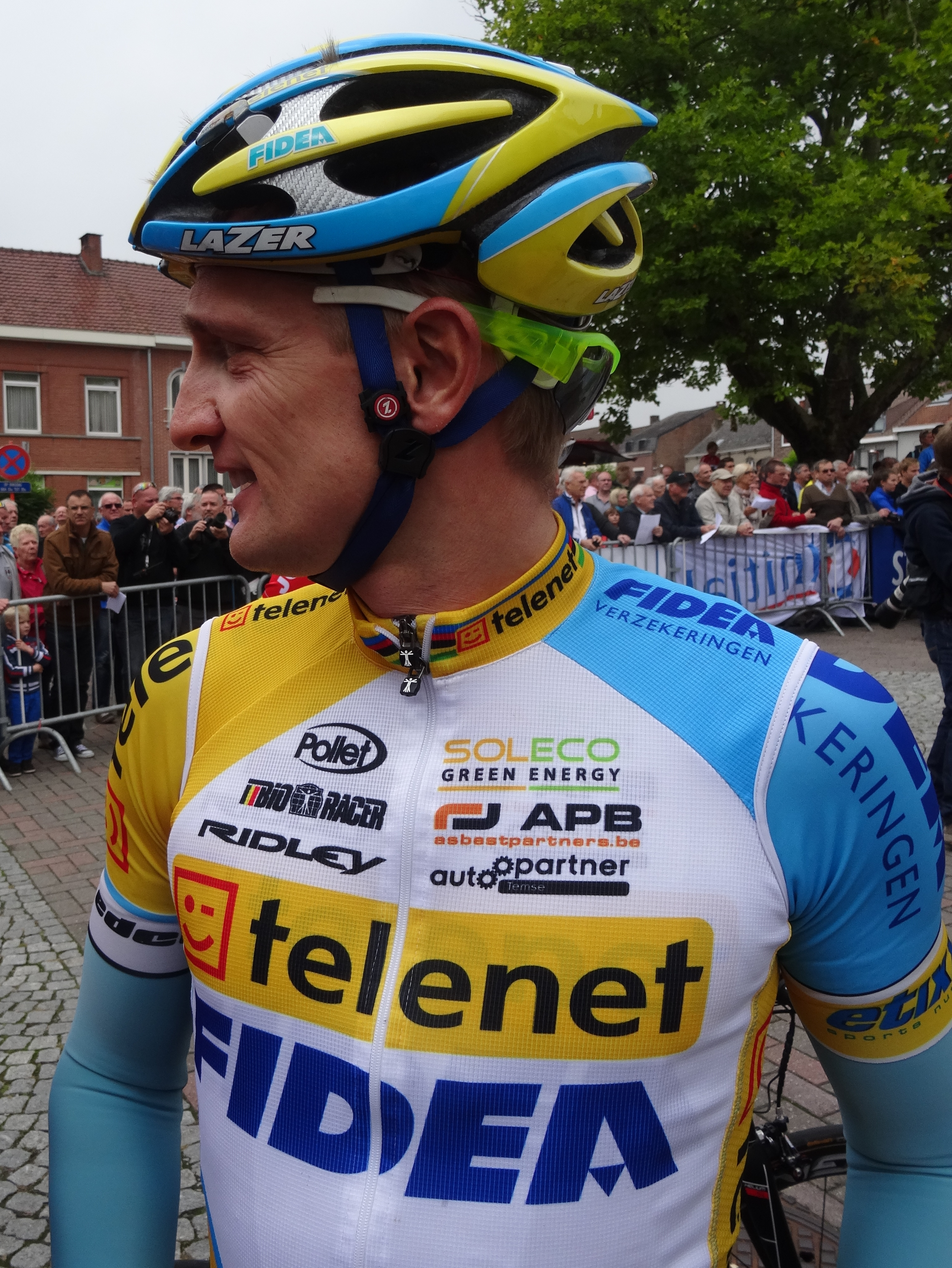
Bart Wellens.
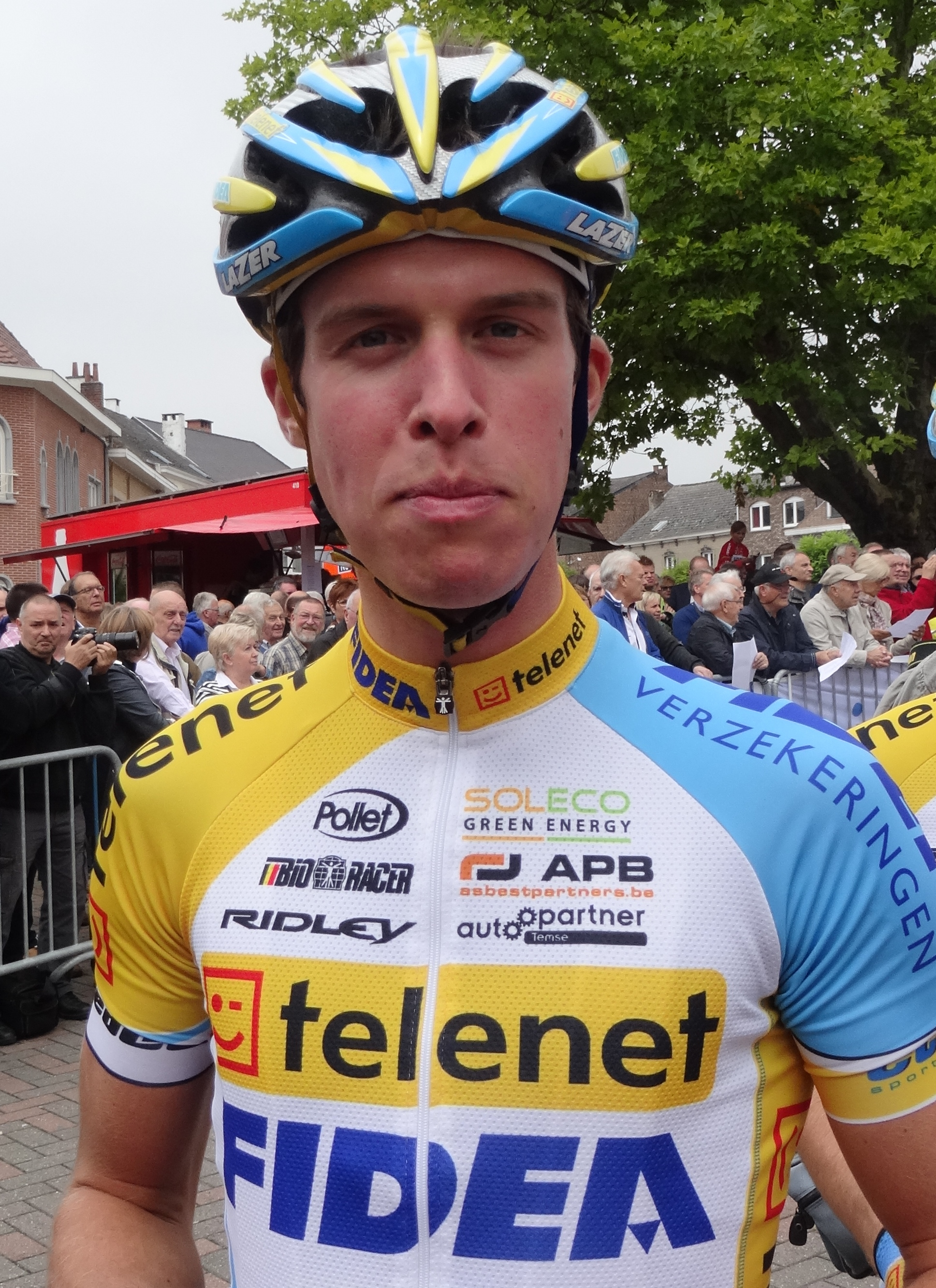
Niels Wubben.

## Bilan de la saison

### Victoires

#### Sur route
Aucune victoire UCI.